# Margaret Hodge

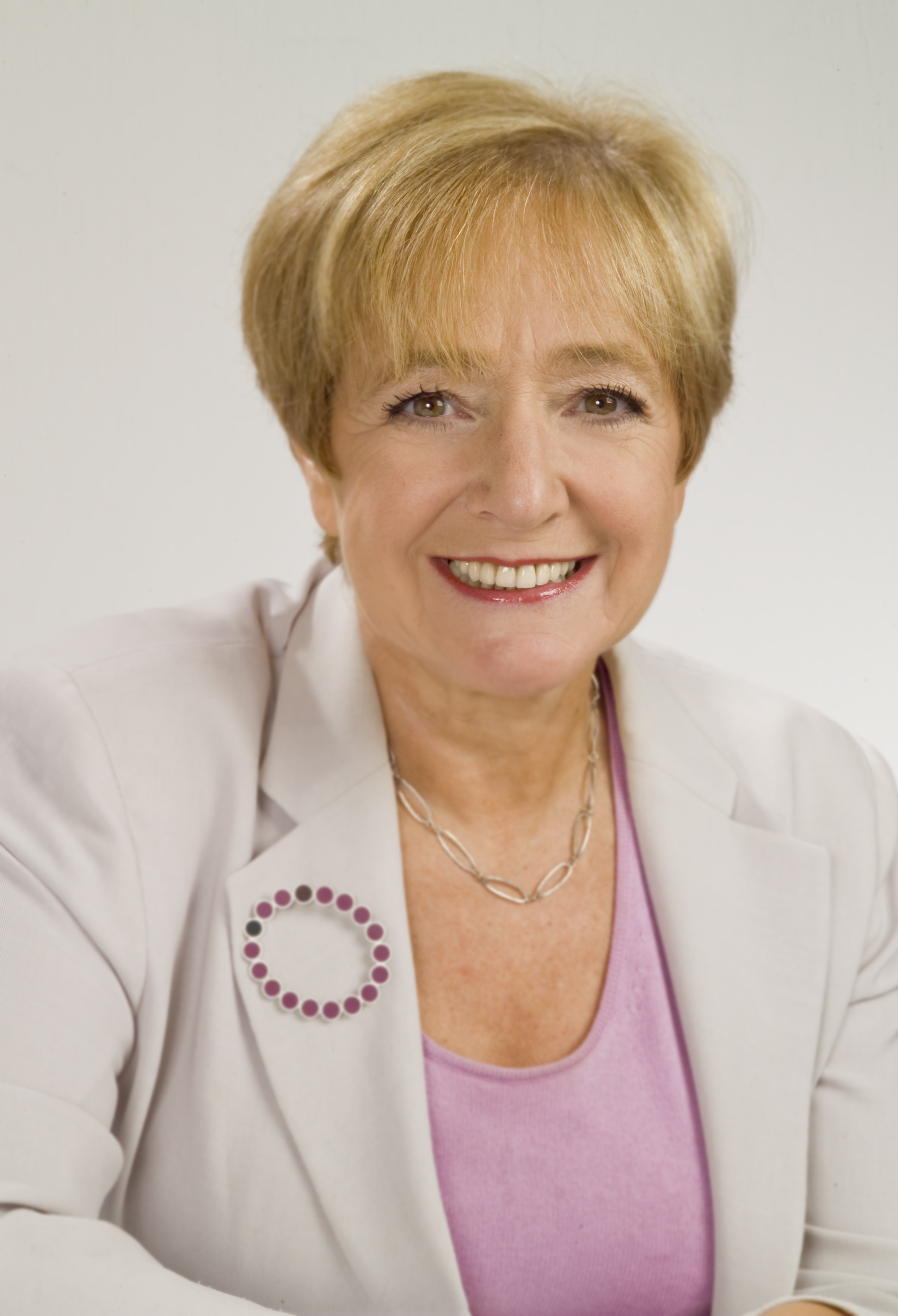
Dame Margaret Hodge MP (2007)

Margaret Hodge, Baroness Hodge of Barking DBE PC (* 8. September 1944 in Kairo) ist eine britische Politikerin der Labour Party.

## Leben
Hodge stammt aus der deutsch-jüdischen Industriellenfamilie Oppenheimer. Ihre Eltern waren Hans Oppenheimer (1908–1985) und Lisbeth Oppenheimer. Das Paar floh in den 1930er Jahren wegen der Nazis aus Stuttgart in das ägyptische Kairo, wo Margaret geboren wurde. Hodge studierte Wirtschaftswissenschaften an der London School of Economics. Ihr Vater gründete 1951 STEMCOR (Steel Marketing corporation), ihr Bruder Ralph Oppenheimer war 31 Jahre geschäftsführendes Vorstandsmitglied des Stahlhandelsunternehmens und ihr Sohn Nicholas Watson ist Direktor im Unternehmen.
Im bürgerlichen Nordlondoner Stadtteil Islington engagierte sie sich ab 1973 im Bezirksstadtrat und leitete schließlich zehn Jahre die Stadtregierung. Seit 9. Juni 1994 war Hodge Abgeordnete im House of Commons und vom 11. Juni 2001 bis 9. Mai 2005 Ministerin für Jugend. Vom 9. Mai 2005 bis 5. Mai 2006 war Hodge als Nachfolgerin von Jane Kennedy Minister of State for Employment unter Arbeitsminister John Hutton. Hodge folgte vom 22. September 2009 bis 11. Mai 2010 Barbara Follett als Ministerin/Unterstaatssekretärin für Culture, Creative Industries and Tourism. Im Mai 2016 berichteten Medien über einen geplanten Sturz des linken und israelkritischen Labour-Vorsitzenden Jeremy Corbyn, bei dem ihr eine entscheidende Rolle zugedacht war. Ende Juni 2016, kurz nach dem Brexit-Votum, forderte sie zusammen mit weiteren Abgeordneten den Corbyns Rücktritt, weil das Ergebnis aus dem Brexit-Votum und seine Führungsschwäche dies erforderten.
Zur britischen Unterhauswahl 2024 trat sie nicht mehr an und schied aus dem House of Commons aus. Am 14. August 2024 wurde sie als Baroness Hodge of Barking, of Great Massingham in the County of Norfolk, zur Life Peeress erhoben und ist dadurch seither Mitglied des House of Lords.
Hodge war in erster Ehe mit Andrew Watson und in zweiter Ehe mit Sir Henry Hodge verheiratet. Sie hat vier Kinder.